# 細身金鱨
細身金鱨，為輻鰭魚綱鯰形目脂鱨科的其中一種，為熱帶淡水魚，分布於非洲坦干伊喀湖流域，體長可達24.3公分，棲息在30公尺深的底層水域，生活習性不明。

## 扩展阅读
維基物種上的相關：細身金鱨